# Panasonic M2
Le Panasonic M2 est une plate-forme de console de jeux vidéo développée par 3DO puis vendue à Matsushita, une société connue hors du Japon sous la marque Panasonic,. À l'origine annoncé comme puce périphérique pour le 3DO Interactive Multiplayer, il est ensuite dévoilé comme console autonome. La sortie de la console est annulée en 1997, mais la technologie M2 est intégrée à d'autres appareils.
Les kits de développement et les prototypes de la machine sont devenus des pièces très précieuses parmi les collectionneurs. La technologie de M2 a été intégrée dans les lecteurs multimédias FZ-21S et FZ-35S, tous deux sortis en 1998. Les deux produits étaient destinés aux professionnels travaillant dans la médecine, l'architecture et les ventes, mais pas aux utilisateurs à domicile. Le M2 est également devenu un plateau d'arcade éphémère de Konami. L'accord pour développer la carte a été conclu bien avant la date de sortie prévue de la console M2, étant entendu que les jeux utilisant la carte d'arcade seraient portés sur la console de salon, similaire à la relation entre la PlayStation et Namco System 11,. Du fait que les jeux fonctionnaient directement à partir du lecteur CD-ROM, ils souffraient de longs temps de chargement et d'un taux d'échec élevé, et seuls cinq jeux ont été développés.
La technologie M2 est ensuite utilisée dans les guichets automatiques et au Japon dans les distributeurs automatiques de café. À la fin des années 1990 et à partir de 2000, le système est également vendu sur le marché des kiosques interactifs. En 2000, PlanetWeb, Inc. commence à proposer un logiciel permettant d'utiliser le M2 comme appareil Internet. Tous les logiciels publiés pour les kiosques M2 ont été développés avec le logiciel « CDMotion for M2/M2X », qui était un SDK pointer-cliquer « sans code » pour M2. Aucune des applications n'utilisait le SDK basé sur Macintosh en conjonction avec Macintosh Programmers Workbench.

## Histoire
Comme pour le multijoueur interactif 3DO, le matériel M2 est co-conçu par Dave Needle et RJ Mical.  Annoncé pour la première fois comme puce périphérique pour le 3DO Interactive Multiplayer avec un microprocesseur PowerPC personnalisé,, le M2 est finalement devenu une console autonome et a été exposé et démontré à l'Electronic Entertainment Expo 1995. Pendant un certain temps, le M2 devait être commercialisé à la fois en tant qu'unité autonome et en tant que puce complémentaire,. En 1996, un développeur M2 déclare qu'il ne pensait pas qu'une puce complémentaire M2 était possible car les architectures 3DO Interactive Multiplayer et M2 étaient trop différentes l'une de l'autre.
À l'origine, le plan était que la société 3DO accorde une licence à plusieurs fabricants, comme elle l'avait fait avec le multijoueur interactif 3DO, et Matsushita (Panasonic) et GoldStar ont été signés pour produire des unités M2,. Cependant, 3DO a vendu plus tard les droits exclusifs du M2 à Panasonic et a renoncé à son implication avec la console au cours des mois suivants. Plusieurs des développeurs tiers du M2 ont exprimé leur inquiétude quant au fait que Panasonic ne serait pas en mesure de leur fournir le même support de développement de haute qualité qu'ils avaient reçu de 3DO, et ont déclaré qu'à la lumière de cela, ils se demandaient si cela valait la peine d'apprendre. comment évoluer pour le M2. Pendant plusieurs mois, Panasonic et Sega ont discuté d'un partenariat sur le M2, mais les pourparlers entre les deux sociétés ont échoué au deuxième trimestre de 1996. Selon le président de 3DO, Trip Hawkins, « L'accord était pratiquement conclu à la dernière minute. »
Selon Omid Kordestani, un porte-parole de 3DO, le M2 pourrait générer 1 million de polygones par seconde avec les fonctionnalités graphiques désactivées et 700 000 polygones par seconde avec les fonctionnalités activées. Il était prévu de fabriquer des modèles M2 avec des lecteurs DVD intégrés, similaires à la dernière PlayStation 2. Selon le vice-président senior de l'ingénierie matérielle de 3DO, Toby Farrand, « M2 a été conçu en sachant que nous en ferions un lecteur compatible DVD. »
Une critique dans Next Generation publiée bien avant la sortie prévue de la console lui a attribué quatre étoiles sur cinq, affirmant que la M2 était plusieurs fois plus puissante que n'importe quelle console de jeu alors sur le marché. Ils ont également salué les stratégies de la société 3DO pour sécuriser le support du système par des tiers et ont conclu que « M2 a franchi la ligne d'être une collection de spécifications techniques fantaisistes à du silicium dur sur lequel les gens peuvent travailler et croire. »
Le M2 n'apparaît pas à l'Electronic Entertainment Expo de 1996 ; un porte-parole de Panasonic au salon déclare qu'ils n'étaient toujours pas décidés sur la façon dont ils allaient utiliser la technologie M2, et qu'ils n'étaient plus certains d'en faire une plate-forme de jeu. À la fin de 1996, une date de sortie n'était pas encore fixée pour la console, et des développeurs tiers déclaraient qu'en pratique, la M2 n'était pas significativement plus puissante que la Nintendo 64. L'Electronic Gaming Monthly résumait la situation du M2 à ce moment-là : « Certains mois, il semble que le bateau soit toujours à flot : des rumeurs surgissent d'une présentation publique, de nouvelles démos sortent où un responsable de Matsushita donne des détails alléchants. D'autres mois, il semble que le bateau a chaviré, les développeurs se démenant pour descendre du bateau tant qu'ils le peuvent encore. »
Matsushita annule le projet à la mi-1997, ne voulant pas rivaliser avec la PlayStation et la Nintendo 64, de leurs compatriotes géants japonais de l'électronique Sony et Nintendo respectivement, qui avaient sorti plusieurs jeux les mieux vendus pour eux,. Ces mots fuitent à la fin mai, mais ce n'est qu'en juillet que l'annulation de la console est rendue publique, via une annonce du président de Matsushita, Yoichi Morishita,,. M2 est annulé si près de sa sortie, la commercialisation avait déjà eu lieu sous forme de prospectus et plusieurs de ses titres de lancement prospectés avaient des écrans de jeu en circulation.
En octobre 1997, Matsushita annonce qu'il commercialisait le matériel M2 en tant que système industriel capable d'applications multimédia personnalisées pour les simulations.

## Spécification technique
- Unité centrale de traitement - Dual 66 MHz PowerPC 602 ;
  - Implémente l'architecture du jeu d'instructions PowerPC RISC 32 bits ;
  - Processeur PowerPC conçu pour les applications électroniques grand public ;
  - Consommation d'énergie de 1,2 watt chacun ;
  - Registres à usage général 32 bits et ALU ;
  - Adresse multiplexée 33 MHz, 64 bits et bus de données ;
  - Caches de données et d'instructions de 4 Kio (niveau 1) ; pas de cache de niveau 2 ;
  - 1 unité entière, 1 unité à virgule flottante, aucune unité de traitement de branche, 1 unité de chargement/stockage ;
  - Note SPECint 92 de 40 chacun, environ 70 MIPS chacun ;
  - 1 million de transistors fabriqués sur un procédé CMOS de 0,50 micromètre ;
- ASICs personnalisés cohabitant sur la carte mère[30].
  - BDA :
    - Contrôle de la mémoire, contrôle du système et contrôle vidéo/graphique[31] ;
    - Rendu triangulaire complet comprenant le moteur de configuration, le matériel de décodage MPEG-1, le DSP pour l'audio et divers types de contrôle DMA et d'accès au port[31] ;
    - Accès aléatoire au tampon de trame et au z-buffer (en fait w-buffer) possible en même temps.

  - CDE :
    - Bus d'alimentation connecté au BDA et aux deux CPU[31] ;
    - « bio-bus » utilisé comme bus à faible vitesse pour le matériel périphérique[31].
- Capacités du moteur de rendu :
  - Taux de géométrie de 1 million de triangles non texturés/s ;
  - Taux de remplissage de 100 millions de pixels/s[32] ;
  - Aurait 700 000 polygones texturés par seconde sans ombrage de Gouraud ni effets supplémentaires ;
  - Aurait 500 000 polygones texturés par seconde avec ombrage, éclairage et effets de Gouraud ;
  - Ombrage : ombrage plat et ombrage de Gouraud ;
  - Mappage de textures ;
  - Décalcomanie, mélange de modulation, mosaïque (tampon de texture 16k/128k intégré) ;
  - Matériel z-buffer (16 bits) (en fait un bloc à virgule flottante avec plusieurs (4) plages w-buffer) ;
  - Anticrénelage de scène complète basé sur l'objet ;
  - Canal alpha (4 bits ou 7 bits)[31] ;
  - Résolution de 320x240 à 640x480 en couleurs 24 bits[8]
- Matériel audio - DSP 16 bits, 32 canaux à 66 MHz (dans la puce BDA)[21] ;
- Média - Lecteur de CD-ROM à quatre vitesses (600 Ko/s)[12] ;
- RAM - Sous-système de mémoire unifiée avec 8 MiB :
  - Bus 64 bits entraînant une bande passante maximale de 528 Mo/s[32] ;
  - Accès moyen 400 Mo/s[33] ;
- Vidéo plein écran – MPEG-1[8] ;
- Stockage inscriptible – Cartes mémoire de 128 Kio à 32 Mio ;
- Capacités d'extension - 1 port PCMCIA (potentiellement utilisé pour les modems, les cartes réseau Ethernet, etc.)[31].

## Accessoires
La manette de jeu M2 devait avoir six boutons positionnés par le pouce droit et deux boutons d'épaule, un peu comme la manette de jeu Sega Saturn standard, et un D-pad entouré d'une roue analogique rotative.

## Jeux
À la fin de 1995, quatre jeux M2 en développement avaient été montrés au public : ClayFighter III, Descent, Ironblood (sorti plus tard sur PlayStation sous le nom de Iron and Blood: Warriors of Ravenloft) et un jeu de course sans titre de Studio 3DO (vraisemblablement IMSA Racing).  Un cinquième jeu, D2 (une suite de D), est présenté en avant-première au début de l'année suivante.  Studio 3DO affirme également travailler sur une version de BattleSport pour M2. D'autres projets confirmés pour M2 incluent Return Fire 2 ;  Power Crystal, un RPG du développeur britannique Perceptions ; un rail shooter développé par Genki ;  et NFLPA Superstars, un jeu de football en 6 contre 6 de Condor (rebaptisé plus tard Blizzard North), dont le budget de près de 1 million de dollars a aidé financièrement l'entreprise lors du développement de Diablo.  Un jeu basé sur le film Escape from LA est annoncé en 1996, mais n'est peut-être pas entré en développement.
En 1996, un jeu Top Gun était en développement par Spectrum Holobyte mais n'a jamais été publié,,,.
Capcom et Konami ont tous deux été confirmés plus tard comme étant des développeurs M2 sous licence. Le magazine Ultra Game Players rapporté dans son numéro de juillet 1997 que, selon un ancien employé de 3DO, près de 80 jeux étaient en développement pour le M2. En 2010, le seul jeu M2 terminé, IMSA Racing, est mis à la disposition du public. En janvier 2020, un disque de démonstration de compilation a été publié par la chaîne YouTube Video Game Esoterica. Le disque contient douze démos diverses de la période de développement de M2 et inclut les seuls fichiers lisibles connus de la version M2 de D2.

## Jeux d'arcade Konami basé sur M2
- Tobe! Polystars[27]  (1997)
- Total Vice (1997)
- Battle Tryst (1998)
- Evil Night / Hell Night (1998)
- Heat of Eleven '98 / The World Soccer Championship (1998)